# Mistrzostwa Czech w Lekkoatletyce 2000
31. Mistrzostwa Czech w Lekkoatletyce – zawody lekkoatletyczne, które odbyły się 15 i 16 lipca 2000 na Stadionie Miejskim w Pilźnie.

## Rezultaty

### Mężczyźni
| Konkurencja:                  | Złoto                                                          | Wynik    | Srebro                                                         | Wynik    | Brąz                                                             | Wynik    |
| Bieg na 100 m                 | Martin Duda                                                    | 10,63    | Radek Řechka                                                   | 10,65    | Ludvík Bohman                                                    | 10,66    |
| Bieg na 200 m                 | Vít Havlíček                                                   | 21,69    | Ludvík Bohman                                                  | 21,73    | Jiří Vojtík                                                      | 21,83    |
| Bieg na 400 m                 | Karel Bláha                                                    | 45,82    | Jiří Mužík                                                     | 45,95    | Jan Štejfa                                                       | 46,61    |
| Bieg na 800 m                 | Roman Oravec                                                   | 1:50,19  | Pavel Soukup                                                   | 1:51,18  | Martin Jareš                                                     | 1:51,34  |
| Bieg na 1500 m                | Michal Šneberger                                               | 3:50,43  | Vladimír Pospíšil                                              | 3:51,46  | Ondřej Moravec                                                   | 3:51,74  |
| Bieg na 5000 m                | Michael Nejedlý                                                | 14:12,67 | Tomáš Krutský                                                  | 14:23,60 | Vladimír Vašek                                                   | 14:25,93 |
| Bieg na 10 000 m              | Pavel Faschingbauer                                            | 29:29,18 | Vladimír Vašek                                                 | 29:47,43 | Miroslav Vítek                                                   | 30:01,69 |
| Bieg uliczny na 10 km         | Tomáš Krutský                                                  | 30:18    | Pavel Faschingbauer                                            | 30:33    | Michael Nejedlý                                                  | 31:12    |
| Bieg przełajowy na 6 km       | Tomáš Krutský                                                  | 20:04    | Radek Adamičko                                                 | 20:34    | Zdeněk Dúbravčík                                                 | 20,53    |
| Bieg przełajowy na 10 km      | Pavel Faschingbauer                                            | 30:19    | Michael Nejedlý                                                | 30,40    | Aleš Drahoňovský                                                 | 30:54    |
| Bieg górski                   | Jan Bláha                                                      | 35:31    | Zdeněk Dúbravčík                                               | 35:35    | Jan Havlíček                                                     | 35:39    |
| Półmaraton                    | Miroslav Vítek                                                 | 1:07:04  | Petr Veselý                                                    | 1:07:19  | Jan Bláha                                                        | 1:07:59  |
| Maraton                       | Jan Bláha                                                      | 2:18:43  | Peter Klimeš                                                   | 2:19:53  | Pavel Kryška                                                     | 2:20:33  |
| Bieg na 110 m przez płotki    | Tomáš Dvořák                                                   | 13,85    | Roman Šebrle                                                   | 14,04    | Pavel Bureš                                                      | 14,53    |
| Bieg na 400 m przez płotki    | Josef Rous                                                     | 50,64    | Petr Habásko                                                   | 52,12    | Lukáš Souček                                                     | 52,27    |
| Bieg na 3000 m z przeszkodami | Michael Nejedlý                                                | 8:50,19  | David Gerych                                                   | 8:54,68  | Jiří Miler                                                       | 9:05,97  |
| Sztafeta 4 × 100 m            | USK Praha Radek Řechka Ludvík Bohman Tomáš Dřímal Martin Duda  | 40,35    | Dukla Praha Pavel Rada Roman Zubek Martin Morkes Jan Kritzbach | 40,74    | AC Pardubice Lukáš Čegan Martin Košťál Jiří Galočík Pavel Loučka | 41,87    |
| Sztafeta 4 × 400 m            | Dukla Praha Štěpán Tesařík Pavel Soukup Josef Rous Karel Bláha | 3:10,03  | Olymp Praha Luboš Jindra Lukáš Souček Roman Oravec Jan Hanzl   | 3:10,83  | USK Praha Karel Znojil Kamil Kyrš Martin Jareš Jan Štejfa        | 3:13,21  |
| Chód na 20 km                 | Jiří Malysa                                                    | 1:25:25  | Miloš Holuša                                                   | 1:27:01  | Jiří Mašita                                                      | 1:28:44  |
| Chód na 50 km                 | Miloš Holuša                                                   | 4:06:49  | Jiří Šorm                                                      | 4:20:50  | Jiří Mašita                                                      | 4:29:19  |
| Skok wzwyż                    | Tomáš Janků                                                    | 2,24     | Jan Janků                                                      | 2,20     | Svatoslav Ton                                                    | 2,20     |
| Skok o tyczce                 | Štěpán Janáček                                                 | 5,50     | Petr Špaček                                                    | 5,50     | Matěj Urban                                                      | 5,30     |
| Skok w dal                    | Milan Kovář                                                    | 7,92     | Jiří Kuntoš                                                    | 7,86     | Roman Orlík                                                      | 7,64     |
| Trójskok                      | Jiří Kuntoš                                                    | 16,49    | Martin Sýkora                                                  | 15,70    | Tomáš Cholenský                                                  | 15,41    |
| Pchnięcie kulą                | Miroslav Menc                                                  | 20,34    | Petr Stehlík                                                   | 19,56    | Josef Rosůlek                                                    | 18,65    |
| Rzut dyskiem                  | Libor Racek                                                    | 53,99    | Adam Doležel                                                   | 52,24    | Stanislav Kovář                                                  | 51,08    |
| Rzut młotem                   | Vladimír Maška                                                 | 80,98    | Pavel Sedláček                                                 | 77,47    | Lukáš Melich                                                     | 59,87    |
| Rzut oszczepem                | Miroslav Guzdek                                                | 78,76    | Patrick Landmesser                                             | 73,64    | Radek Pejřimovský                                                | 70,60    |
| Dziesięciobój                 | Aleš Pastrňák                                                  | 7801     | Vít Zákoucký                                                   | 7180     | Vít Rus                                                          | 7032     |

### Kobiety
| Konkurencja:               | Złoto                                                                      | Wynik    | Srebro                                                                                 | Wynik    | Brąz                                                                          | Wynik    |
| Bieg na 100 m              | Lenka Ficková                                                              | 11,78    | Šárka Beránková                                                                        | 11,94    | Pavla Andrýsková                                                              | 11,97    |
| Bieg na 200 m              | Helena Fuchsová                                                            | 23,96    | Lenka Ficková                                                                          | 24,14    | Kristýna Šubrtová                                                             | 25,17    |
| Bieg na 400 m              | Jitka Burianová                                                            | 52,51    | Hana Benešová                                                                          | 53,03    | Eva Follnerová                                                                | 53,93    |
| Bieg na 800 m              | Ludmila Formanová                                                          | 1:59,55  | Michaela Kutišová                                                                      | 2:08,49  | Petra Lochmanová                                                              | 2:09,10  |
| Bieg na 1500 m             | Renata Hoppová                                                             | 4:14,37  | Andrea Šuldesová                                                                       | 4:14,61  | Helena Šimková                                                                | 4:23,28  |
| Bieg na 5000 m             | Alena Peterková                                                            | 16:00,78 | Petra Drajzajtlová                                                                     | 16:43,83 | Helena Balatková                                                              | 17:35,32 |
| Bieg na 10 000 m           | Alena Peterková                                                            | 32:27,58 | Petra Drajzajtlová                                                                     | 36:38,68 | Renata Kvitová                                                                | 35:25,52 |
| Bieg uliczny na 10 km      | Petra Drajzajtlová                                                         | 35:16    | Jana Biolková                                                                          | 37:05    | Jana Bauckmanová                                                              | 37:07    |
| Bieg przełajowy na 6 km    | Jana Biolková                                                              | 23:06    | Jana Klimešová                                                                         | 23:13    | Petra Drajzajtlová                                                            | 23:25    |
| Bieg górski                | Anna Pichrtová                                                             | 40:29    | Irena Šádková                                                                          | 41:16    | Lenka Hanušová                                                                | 44:33    |
| Półmaraton                 | Alena Peterková                                                            | 1:13:40  | Renata Kvitová                                                                         | 1:18:46  | Ivana Martincová                                                              | 1:23:30  |
| Maraton                    | Alena Peterková                                                            | 2:31:08  | Ivana Martincová                                                                       | 2:50:05  | Taťána Metelková                                                              | 2:59:18  |
| Bieg na 100 m przez płotki | Michaela Hejnová                                                           | 13,57    | Dagmar Votočková                                                                       | 13,78    | Lucie Škrobáková                                                              | 13,79    |
| Bieg na 400 m przez płotki | Dagmar Votočková                                                           | 58,83    | Lucie Sichertová                                                                       | 58,98    | Martina Blažková                                                              | 1:00,40  |
| Sztafeta 4 × 100 m         | Olymp Praha Kristýna Šubrtová Jitka Burianová Klára Dubská Šárka Beránková | 45,65    | Spartak Praha 4 Zdeňka Tučanová Zuzana Němečková Lenka Priščáková Stanislava Batlíková | 48,17    | Škoda Plzeň Martina Žabková Natálie Fričová Dana Eismanová Jana Šmídová       | 48,35    |
| Sztafeta 4 × 400 m         | Olymp Praha Klára Dubská Petra Hlavatá Jitka Burianová Helena Fuchsová     | 3:45,61  | Slavia Praha Iva Skorocká Šárka Horsáková Martina Blažková Dagmar Votočková            | 3:49,78  | USK Praha Kristýna Řešátková Petra Sedláková Lenka Ostravská Martina Morawska | 3:50,22  |
| Chód na 10 km              | Lucie Nedomová                                                             | 49:39    | Ivana Mayová                                                                           | 50:36    | Dana Vavřačová                                                                | 50:36    |
| Skok wzwyż                 | Zuzana Hlavoňová                                                           | 1,95     | Barbora Laláková                                                                       | 1,80     | Kateřina Korčová                                                              | 1,75     |
| Skok o tyczce              | Daniela Bártová                                                            | 4,20     | Pavla Hamáčková                                                                        | 4,15     | Kateřina Baďurová                                                             | 4,00     |
| Skok w dal                 | Šárka Beránková                                                            | 6,37     | Libuše Tománková                                                                       | 6,27     | Lucie Komrsková                                                               | 6,19     |
| Trójskok                   | Šárka Kašpárková                                                           | 13,73    | Martina Darmovzalová                                                                   | 13,49    | Eva Doležalová                                                                | 12,84    |
| Pchnięcie kulą             | Zdeňka Šilhavá                                                             | 16,43    | Jitka Svatošová                                                                        | 14,45    | Lucie Vrbenská                                                                | 14,21    |
| Rzut dyskiem               | Vladimíra Racková                                                          | 60,51    | Zdeňka Šilhavá                                                                         | 56,97    | Věra Pospíšilová                                                              | 56,28    |
| Rzut młotem                | Lucie Vrbenská                                                             | 60,49    | Markéta Hajdu                                                                          | 59,56    | Klára Chytrá                                                                  | 53,78    |
| Rzut oszczepem             | Nikola Tomečková                                                           | 63,22    | Jarmila Klimešová                                                                      | 55,69    | Barbora Špotáková                                                             | 49,37    |
| Siedmiobój                 | Šárka Beránková                                                            | 6079     | Michaela Hejnová                                                                       | 6015     | Barbora Špotáková                                                             | 5873     |